# Prix Alfred-Née
Le prix Alfred-Née, de la fondation éponyme, est un ancien prix annuel de littérature, créé en 1893 par l'Académie française et « décerné à l'auteur de l'œuvre la plus originale comme forme et comme pensée ».

## Liste des lauréats
- 1895 : Pierre de La Gorce pour Histoire du Second Empire
- 1896 : Léonce Rousset pour Histoire générale de la guerre franco-allemande (1870-1871)
- 1897 : Frédéric Mistral pour Le Rhône
- 1898 : Judith Gautier
- 1899 : Edmond Biré pour l'ensemble de ses travaux
- 1900 : Eugène Brieux
- 1901 : René Doumic
- 1902 : René Vallery-Radot pour La Vie de Pasteur
- 1903 : Thérèse Bentzon
- 1904 : Maurice Barrès
- 1905 : Paul Adam
- 1906 : François Fabié
- 1907 : Fernand Vandérem
- 1908 : Charles Le Goffic
- 1909 : Frédéric Plessis
- 1910 : Jean-Henri Fabre
- 1911 : Louis Bertrand  pour Le livre de la Méditerranée
- 1912 : René Boylesve
- 1913 : Théodore de Wyzewa
- 1914 : Émile Fabre
- 1915 : Ernest Psichari pour L’appel des armes
- 1916 : Louis de Grandmaison pour l'ensemble de son œuvre
- 1917 : Gustave Guiches
- 1918 : Marcel Boulenger
- 1919 : Édouard Estaunié
- 1920 : Victor Giraud
- 1921 : Émile Baumann pour l'ensemble de son œuvre
- 1922 : Maurice Levaillant
- 1923 : Alphonse Séché
- 1924 : Raymond Recouly
- 1925 : Charles de Bordeu pour Jean Pec, Maïa, Terre de Béarn et Un cadet de Béarn
- 1926 : Marie Gasquet
- 1927 : Samuel Rocheblave (1854-1944)
- 1928 : Paul Renaudin
- 1929 : Maurice Étienne Legrand, dit Franc-Nohain
- 1930 : Gabriel Faure
- 1931 : Gérard Bauër
- 1932 : Gustave Cohen pour Chrétien de Troyes et son œuvre
- 1933 : Constantin Photiadès (1883-1949) pour l'ensemble de son œuvre
- 1934 : Philippe Barrès
- 1935 : Maurice Brillant
- 1936 : Lucien Corpechot
- 1937 : Charles Du Bos
- 1938 : John Charpentier (1880-1949)
- 1939 : Henry Petiot, dit Daniel-Rops
- 1940 : 
  - M. Crépet
  - Henri de Montfort
  - Fernand Grenard pour Grandeur et décadence de l’Asie
  - Robert Randau
  - Gonzague Truc pour Rome et les Borgia
- 1941 : Abbé René Aigrain (1886-1957)
- 1943 : Roger Dévigne pour Le Légendaire de France
- 1945 : Gabriel Audisio
- 1946 : Yves Gandon pour Le dernier blanc
- 1947 : Jean Bailhache pour Le secret anglais
- 1948 : Albert Mousset
- 1950 : Jacques de Bivort de La Saudée pour Anglicans et Catholiques
- 1951 : Christine Garnier (1915-1987) pour Va-t-en avec les tiens
- 1952 : Jean Béraud-Villars pour Les Normands en Méditerranée
- 1953 : André Dubois La Chartre pour Roland
- 1954 : Paul-André Lesort pour Le vent souffle où il veut
- 1955 : Renée Massip pour La Régente
- 1957 : Guy de Beler pour Baylen
- 1960 : Maurice Fischer et Georges Hacquard pour À la découverte de la Grammaire française
- 1961 : Claude Socorri pour Le mal d’aimer
- 1962 : Léon Cristiani pour l'ensemble de son œuvre
- 1964 : 
  - Michel Boutron (1912-1979) pour Les Liens
  - Raphaël Pividal pour Une paix bien intéressante
- 1965 : Pierre Guyotat pour Ashby
- 1967 : Bertrand d'Astorg pour La Jeune fille et l’Astronaute
- 1968 : Saint-Paulien pour Don Juan, mythe et réalité
- 1969 : 
  - Franck Tinland pour L’homme sauvage
  - Jean-Pierre Viala pour La Chasse
  - Roger Kempf pour Sur le corps romanesque
- 1970 : André Piettre pour La culture en question
- 1971 : Jean Chatenet pour Petits blancs, vous serez tous mangés
- 1972 : Guy  Croussy pour Beckett
- 1974 : Léon-François Hoffmann pour Le nègre romantique
- 1975 : François Le Targat pour À la recherche de Pierre Loti
- 1976 : Ivan Gobry pour De la valeur
- 1977 : Victor-Henry Debidour pour Auvergne
- 1978 : Judith Schlanger pour Le comique des idées
- 1980 : 
  - Marina Grey pour Sophia
  - Simone Balayé (1925-2002) pour Madame de Staël
- 1984 : Jean-Pierre Chaline pour Les bourgeois de Rouen. Une élite urbaine au XIXe siècle
- 1985 : 
  - Annick Geille pour Une femme amoureuse
  - Jean Levi pour Le grand empereur et ses automates
- 1988 : André Pourtier pour Ainsi parmi les hommes